# Wapen van Heerlen

Wapen van Heerlen

Het wapen van de Nederlandse gemeente Heerlen is sinds de eerste toekenning op 1 november 1867 twee keer gewijzigd. De laatste wijziging was in 1982 toen het huidige wapen werd toegekend. Dit gebeurde naar aanleiding van een gemeentelijke fusie van Heerlen met Hoensbroek.

## Geschiedenis
Heerlen wordt in de Romeinse tijd voor het eerst genoemd onder de naam Coriovallum. Nadat de Romeinen vertrokken zijn blijft het tot het jaar 1065 stil. In de 11e en 12e eeuw behoort Heerlen tot de gelijknamige heerlijkheid, die in het bezit is van het geslacht Van Are. Ook de dorpen Hoensbroek, Nieuwenhagen, Schaesberg en Voerendaal behoren tot deze heerlijkheid. In 1378 kwam de heerlijkheid onder het gebied van Brabant te vallen. De graaf van Brabant splitste in 1388 Hoensbroek van Heerlen af. Later volgden de andere dorpen en in het geval van Voerendaal werd deze weer toegevoegd en later weer afgesplitst.
Heerlen behoorde tot Brabant, maar is nooit officieel ingelijfd geweest. Wel is de plaats een van de vier hoofdschepenbanken van het gebied van Valkenburg geweest. Het oudste schependomszegel dateert van 1364 en vertoont de heilige Pancratius. Deze houdt een schild met daarop een staande leeuw voor zich. Later zou dit het eerste officiële, door de Hoge Raad van Adel erkende, wapen van de stad worden.
Het tweede wapen is aangevraagd door de toenmalige burgemeester Van Rooy. Hij vond dat de geschiedenis van de stad beter tot uiting moest komen in het stadswapen. In het wapen komen de vier belangrijkste perioden van Heerlen tot uiting: de Romeinse tijd, de heilige Pancratius uit het eerste wapen, de leeuw van Valkenburg en de mijnbouw uit de 20e eeuw.
Nadat Heerlen fuseerde met Hoensbroek werd er een nieuw wapen aangevraagd. In het derde wapen van de gemeente Heerlen kwamen de parochieheiligen van de twee gemeenten te vervallen. De leeuwen van de wapens werden samengevoegd: de rode leeuw van Valkenburg (tevens het oudste wapen van Heerlen) en de zwarte leeuw van Hoensbroek.

## Blazoenen
Omdat het wapen tweemaal is aangepast zijn er drie blazoeneringen, dat zijn de volgende:

### Blazoen van 1867
De beschrijving van het eerste wapen van Heerlen luidt als volgt:
Een schild van goud, beladen met een heilige in natuurlijke kleur, hebbende een kleed van lazuur met boordsels van zilver, met een gouden gloriering om het hoofd, houdende in de rechterhand een zwaard en ter halverwege een schild van zilver, beladen met den klimmenden leeuw van sabel, gekroond, getongd en geklauwd van goud.
Het oudste wapen van Heerlen bestaat uit een gouden veld, met daarop in natuurlijke kleur de heilige Pancratius. Deze is in het blauw gekleed met daarop zilveren borduursels. Om zijn hoofd een gouden aureool. De heilige houdt in zijn rechterhand een zwaard en met zijn linkerhand houdt hij een zilveren schild vast. Op het zilveren schild is een zwarte van goud gekroonde, getongde en geklauwde leeuw.

### Blazoen van 1964
Het tweede blazoen is uit 1964 en luidt als volgt:
Gevierendeeeld: I in keel een rechtopstaande, naar rechts gewende, adelaar met uitgeslagen vleugels van goud, staande op een legerveldstandaard van zilver, boven de linkervleugel aangebracht de beginletters CORIO van sabel; II in goud de H.Pancratius in natuurlijke kleur, gekleed in de Romeinse toga praetexta van witte wol met purperen rand omzoomd, met de gouden bulla van de Romeinse jongelingen aan een gouden keten op zijn borst en houdende in de rechterhand een met de punt naar boven gericht zwaard van zilver met gevest van goud; III in zilver een dubbelstaartige leeuw van keel, gekroond, getongd en genageld van goud; IV in keel het mijnwerkersembleem, bestaande uit een schuingekruiste kolenhak en zware hamer, alles van goud; over alles heen een streepkruis van azuur. Het schild gedekt met een gouden kroon van 3 bladeren en 2 paarlen.
Het tweede wapen van Heerlen is in vier delen gedeeld.
1. Is rood en toont een staande naar rechts (voor de kijker links) gewende adelaar. Deze heeft de vleugels uitgeslagen en is goud van kleur. De adelaar staat op een zilveren legerveldstandaard. Boven zijn linkervleugel staan de letters CORIO. CORIO staat voor de naam Coriovallum, de Latijnse naam van Heerlen.
2. Is goud van kleur met daarop de heilige Pancratius. Hij wordt in natuurlijke kleur afgebeeld, gekleed in een witte Romeinse toga praetextra. De randen zijn van purper, met een gouden bulla aan een gouden keten. Op zijn borst houdt hij een, naar boven gericht, zilveren zwaard. Het zwaard heeft een gouden vest.
3. Het derde deel is zilver van kleur met daarop een rode dubbelstaartige leeuw. Diens kroon, tong en nagels zijn van goud.
4. Op een rood veld staat het mijnwerkersembleem: een kruisgewijs aangebrachte kolenhak en een hamer. Deze zijn beide van goud.

Over het geheel is een dun blauw kruis geplaatst en het schild zelf wordt gedekt door een gouden markiezenkroon van drie bladeren met daartussen twee parels.

### Blazoen van 1982
De huidige beschrijving luidt als volgt:
Gedeeld: I effen zilver, II in zilver 4 dwarsbalken van keel, over beide delen heen een gekroonde leeuw, gedeeld van keel en sabel, de kroon en de nagels van de linkerhelft van goud. Het schild gedekt met een gouden kroon van 3 bladeren en 2 parels.
Het wapen is verticaal gedeeld in een zilveren deel en een deel dat zilver is met daarop vier rode dwarsbalken. Over de beide delen heen is een gedeelde leeuw geplaatst deze is op het zilveren deel rood en op het gedwarsbalkte deel zwart. De kroon en nagels zijn op het linker deel (voor de kijker het rechter deel) goud.

## Gebruik
Van de NS-locomotieven van de 1800-serie had locomotief 1843 het wapen van Heerlen op de zijkanten staan.